# Danny Schayes
Daniel Leslie "Danny" Schayes (Siracusa, Nueva York, 10 de mayo de 1959) es un exjugador de baloncesto estadounidense, profesional en la NBA desde la temporada 1981-82 hasta la temporada 1998-99. Es hijo del también exjugador Dolph Schayes, que se encuentra el Basketball Hall of Fame de la NBA. 

## Trayectoria deportiva
Fue seleccionado con el número 13 en el Draft de la NBA de 1981 por los Utah Jazz cuando terminó la Universidad de Syracuse. Luego de jugar para los Jazz, participó en varios equipos, pero más notablemente con los Denver Nuggets, equipo en el que tuvo sus mejores años. El punto más alto de su carrera en la NBA fue durante la temporada 1987-88 con los Nuggets, donde promedió 13.9 puntos y 8.2 rebotes por partido. En general, la carrera profesional de Danny fue menos ilustre que la de su padre, con un promedio de 7.7 puntos y 5 rebotes por partido en toda su carrera.
Se retiró de la NBA en la temporada en 1999, luego de promediar 1.5 puntos, y una lesión que lo mantuvo inactivo por 19 partidos mientras jugaba para los Orlando Magic.
Jugó durante 18 temporadas consecutivas en la NBA, siendo superado por pocos jugadores en este aspecto.

## Estadísticas de su carrera en la NBA

### Temporada regular
| Año     | Equipo      | PJ   | PT  | MPP  | %TC  | %3P   | %TL  | RPP | APP | ROB | TPP | PPP  |
| ------- | ----------- | ---- | --- | ---- | ---- | ----- | ---- | --- | --- | --- | --- | ---- |
| 1981-82 | Utah        | 82   | 20  | 19.8 | .481 | .000  | .757 | 5.2 | 1.8 | 0.6 | 0.9 | 7.9  |
| 1982-83 | Utah        | 50   | 50  | 32.8 | .449 | .000  | .805 | 9.0 | 3.3 | 0.8 | 1.4 | 12.4 |
| 1982-83 | Denver      | 32   | 0   | 20.2 | .472 | .000  | .710 | 5.8 | 1.3 | 0.5 | 0.9 | 9.2  |
| 1983-84 | Denver      | 82   | 15  | 17.3 | .493 | .000  | .790 | 5.3 | 1.1 | 0.4 | 0.7 | 7.1  |
| 1984-85 | Denver      | 56   | 0   | 9.7  | .465 | .000  | .814 | 2.6 | 0.7 | 0.4 | 0.4 | 3.6  |
| 1985-86 | Denver      | 80   | 13  | 20.7 | .502 | .000  | .777 | 5.5 | 1.0 | 0.5 | 0.8 | 8.2  |
| 1986-87 | Denver      | 76   | 41  | 20.5 | .519 | .000  | .779 | 5.0 | 1.1 | 0.3 | 1.0 | 8.5  |
| 1987-88 | Denver      | 81   | 74  | 26.7 | .540 | .000  | .836 | 8.2 | 1.3 | 0.8 | 1.1 | 13.9 |
| 1988-89 | Denver      | 76   | 64  | 25.2 | .522 | .333  | .826 | 6.6 | 1.4 | 0.6 | 1.1 | 12.8 |
| 1989-90 | Denver      | 53   | 22  | 22.5 | .494 | .000  | .852 | 6.5 | 1.2 | 0.8 | 0.8 | 10.4 |
| 1990-91 | Milwaukee   | 82   | 38  | 27.2 | .499 | .000  | .835 | 6.5 | 1.2 | 0.7 | 0.7 | 10.8 |
| 1991-92 | Milwaukee   | 43   | 4   | 16.9 | .417 | .000  | .771 | 3.9 | 0.8 | 0.4 | 0.4 | 5.6  |
| 1992-93 | Milwaukee   | 70   | 7   | 16.1 | .399 | .000  | .818 | 3.6 | 1.1 | 0.5 | 0.5 | 4.6  |
| 1993-94 | Milwaukee   | 23   | 6   | 10.0 | .304 | .000  | .955 | 2.0 | 0.2 | 0.2 | 0.3 | 2.1  |
| 1993-94 | L.A. Lakers | 13   | 0   | 10.2 | .368 | .000  | .800 | 2.6 | 0.6 | 0.4 | 0.2 | 2.8  |
| 1994-95 | Phoenix     | 69   | 27  | 11.9 | .508 | .1000 | .725 | 3.0 | 1.3 | 0.3 | 0.5 | 4.4  |
| 1995-96 | Miami       | 32   | 6   | 12.5 | .340 | .000  | .804 | 2.8 | 0.3 | 0.3 | 0.5 | 3.2  |
| 1996-97 | Orlando     | 45   | 6   | 12.0 | .392 | .000  | .750 | 2.8 | 0.3 | 0.3 | 0.4 | 3.0  |
| 1997-98 | Orlando     | 74   | 33  | 17.2 | .418 | .000  | .807 | 3.3 | 0.6 | 0.5 | 0.4 | 5.5  |
| 1998-99 | Orlando     | 19   | 1   | 7.5  | .379 | .000  | .750 | 0.7 | 0.2 | 0.1 | 0.1 | 1.5  |
| Total   | Total       | 1138 | 427 | 19.3 | .481 | .133  | .806 | 5.0 | 1.1 | 0.5 | 0.7 | 7.7  |

### Playoffs
| Año   | Equipo    | PJ | PT | MPP  | %TC  | %3P  | %TL   | RPP | APP | ROB | TPP | PPP  |
| ----- | --------- | -- | -- | ---- | ---- | ---- | ----- | --- | --- | --- | --- | ---- |
| 1983  | Denver    | 8  | 0  | 20.4 | .488 | .000 | .1000 | 5.0 | 1.8 | 0.3 | 0.6 | 7.1  |
| 1984  | Denver    | 5  | 0  | 16.2 | .611 | .000 | .750  | 4.8 | 0.8 | 0.8 | 0.6 | 5.6  |
| 1985  | Denver    | 9  | 0  | 13.1 | .423 | .000 | .700  | 3.3 | 1.3 | 0.3 | 0.3 | 4.0  |
| 1986  | Denver    | 10 | 6  | 29.5 | .535 | .000 | .800  | 8.2 | 0.9 | 0.4 | 1.7 | 11.6 |
| 1987  | Denver    | 3  | 0  | 25.0 | .706 | .000 | .667  | 5.7 | 0.7 | 0.3 | 0.7 | 10.0 |
| 1988  | Denver    | 11 | 11 | 28.5 | .625 | .000 | .843  | 7.2 | 1.6 | 0.3 | 0.9 | 16.4 |
| 1989  | Denver    | 2  | 0  | 18.0 | .143 | .000 | .750  | 5.5 | 0.5 | 0.5 | 0.5 | 4.0  |
| 1991  | Milwaukee | 3  | 3  | 23.7 | .391 | .000 | .909  | 4.0 | 1.0 | 1.0 | 0.3 | 9.3  |
| 1995  | Phoenix   | 10 | 0  | 14.6 | .379 | .000 | .875  | 2.0 | 0.8 | 0.3 | 0.3 | 2.9  |
| 1996  | Miami     | 2  | 0  | 8.5  | .750 | .000 | .500  | 2.0 | 0.0 | 0.0 | 0.0 | 3.5  |
| 1997  | Orlando   | 5  | 2  | 18.4 | .391 | .000 | .500  | 2.4 | 1.0 | 0.4 | 0.2 | 4.4  |
| 1999  | Orlando   | 1  | 0  | 8.0  | .000 | .000 | .000  | 0.0 | 0.0 | 0.0 | 0.0 | 0.0  |
| Total | Total     | 69 | 22 | 20.5 | .518 | .000 | .823  | 4.8 | 1.1 | 0.4 | 0.7 | 7.8  |